# George John Younghusband
Pour les articles homonymes, voir Younghusband.
George John Younghusband (1859 – 1944), est un général britannique.

## Biographie
Il est le fils du général John William Younghusband et de Clara Jane Shaw. Il est le grand-frère de Francis Younghusband, lieutenant Colonel et écrivain.
Il est né en Inde quand son père était en poste, il étudie au Clifton College à Bristol. En 1878, il étudie à l'Académie royale militaire de Sandhurst. 
Comme sous-lieutenant, il participe à la seconde guerre anglo-afghane. En 1885, il participe à la guerre des Mahdistes et en 1886 à la troisième guerres anglo-birmanes.
En 1895, il est nommé major. 
En 1899, il participe à la seconde guerre des Boers comme lieutenant-colonel. Il est promu colonel en avril 1905 et promu général en 1909.
Durant la Première Guerre mondiale, il commande la 10e division d'infanterie indienne (Royaume-Uni). Sa division est déployée à défendre le canal de Suez pendant l'offensive ottomane contre le canal.
En juillet 1915, il prend le commandement de la Brigade d'Aden (en) et participe aux combats contre les Ottomans au Yémen.
En 1916, sa division participe à la campagne de Mésopotamie. En janvier 1916, il commande une colonne qui tente, sans succès, de secourir le corps expéditionnaire anglais encerclé à Kut-el-Amara.
Il quitte l'armée en 1919. 
Son fils est le général George Edward Younghusband.
Il décède en 1944 au pays de Galles.